# Sea Shepherd Conservation Society
Sea Shepherd Conservation Society (SSCS), ofta bara Sea Shepherd, är en ideell miljöorganisation som använder direkt aktion för att avslöja och konfrontera verksamhet på öppet hav som anses olaglig. Detta i syfte att skydda och bevara marina ekosystem och djurarter. Organisationen har sitt säte i Friday Harbor i delstaten Washington i USA. Sea Shepherd bildades 1977 som Earthforce Environmental Society av kanadensaren Paul Watson, en tidigare medlem i Greenpeace som uteslöts därifrån på grund av oenigheter med den övriga ledningen av Greenpeace, framför allt för att han inte ansågs följa principen om icke-våld.
Organisationen arbetar aktivt på flera platser runt om i världen för att skydda bland annat sälar, hajar, havssköldpaddor och delfiner, men lägger mest kraft och resurser på att stoppa den japanska valfångsten i Antarktiska oceanen. Gruppen har för närvarande fem fartyg, som man använder i sina aktioner. Dessa heter Steve Irwin, Bob Barker, Brigitte Bardot, Sam Simon och Ocean Warrior. Sea Shepherd har fått stort stöd från bland annat media för sina aktioner, medan vissa kritiker kallat deras handlingar våldsamma. Sea Shepherd har stort fokus på att skapa publicitet kring organisationen. Mellan 2008 och 2015 sände Animal Planet programmet Whale Wars, som följer Sea Shepherds kampanj mot den japanska valfångsten.

## Organisation
Sea Shepherd är en fristående miljöorganisation som inte får något statligt stöd. De har i USA fått skattelättnader. Cirka 85 procent av organisationens tillgångar spenderas på dess program och kampanjer, medan 15 procent spenderas på de administrativa kostnaderna. Organisationen sponsras av såväl privata donatorer som företag. De har bland annat fått finansiellt stöd från kända personer och affärsmän som Steve Wynn och John Paul DeJoria.
Organisationen drivs av frivilliga och en liten anställd grupp med lön, men Watson har som mål att hålla organisationen liten och tror inte på strategin att spendera pengarna för att locka människor eller att placera pengarna i fonder.
Sea Shepherd styrs via en styrelse som för tillfället består av sex personer, innefattande Watson.
Organisationen har flera grupper av rådgivare som alla är ägnade att hjälpa organisationen och ge den råd i olika specifika frågor. Bland annat nämns Scientific, Technical, and Conservation Advisory Board, vilken för tillfället har tretton medlemmar (bland andra Dave Foreman, grundaren av Earth First!).
I februari 2010 fick två svenska medlemmar tillstånd av den officiella organisationen att starta ett Sea Shepherd Sweden om intresset blir tillräckligt stort.

## Historia

### Grundandet och de första åren

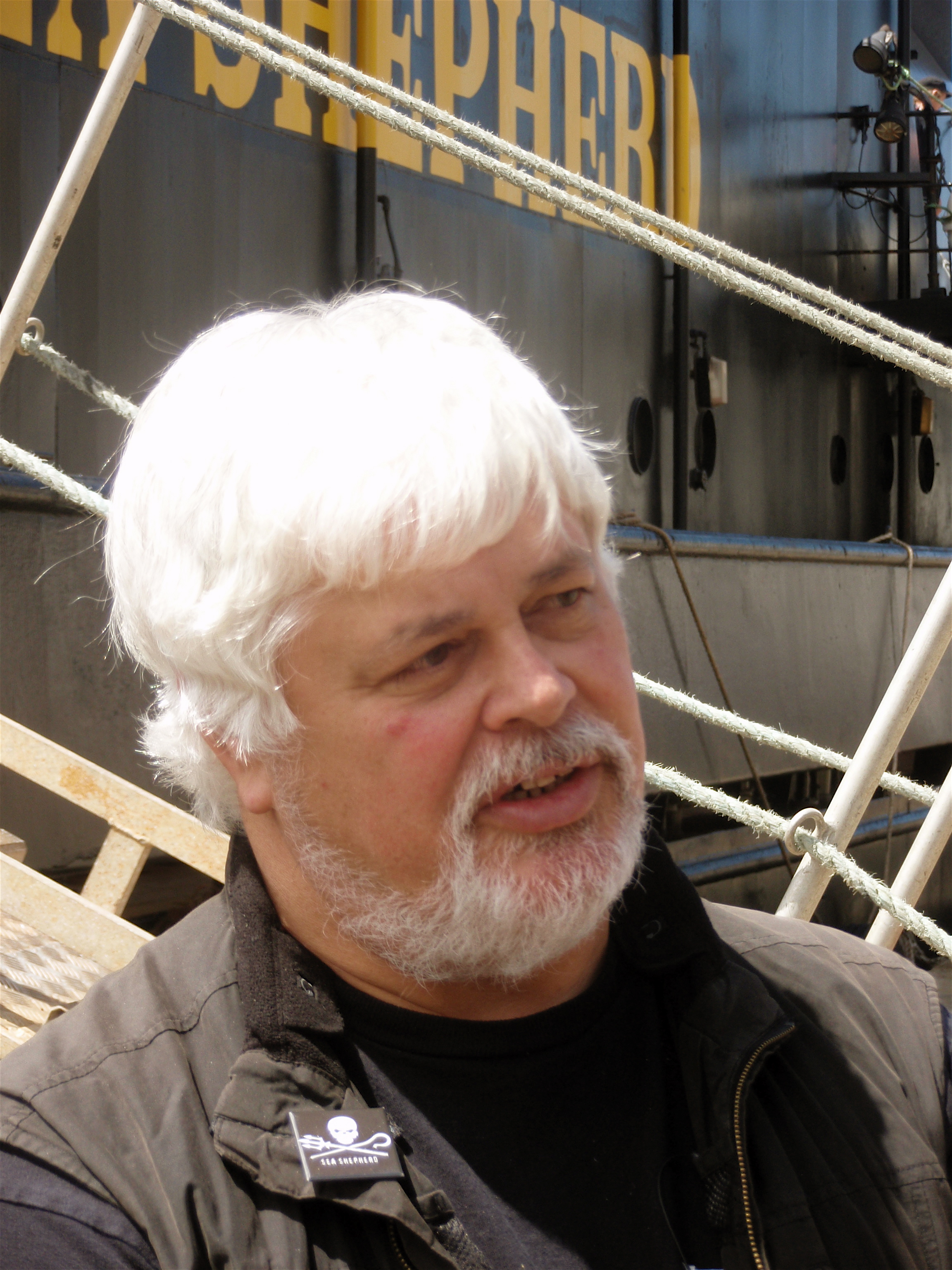
Paul Watson är Sea Shepherds grundare och kapten.

Sea Shepherds grundare Paul Watson hade sedan 1971 varit en inflytelserik medlem i Greenpeace. Hans metoder stred dock mot organisationens tro på förhandlingar och fredliga lösningar. Han blev starkt kritiserad inom organisationen och i april 1977 hölls en omröstning huruvida Watson skulle tvingas lämna Greenpeace eller ej, en omröstning som han förlorade med elva röster mot en. Endast Watson själv röstade emot. 
Två månader senare bildade Watson, utan finansiering och med endast ett fåtal anhängare, Earthforce Environmental Society, som 1981 kom att byta namn till Sea Shepherd Conservation Society. Trots att det huvudsakliga målet var att hindra säl- och valjakt var organisationens första kampanj en resa till östra Afrika där man hjälpte patruller och vakter att hindra tjuvjakten av elefanter. 1978 lyckades Watson övertyga Cleveland Amory, chef för Fund for Animals, en amerikansk djurfond, att finansiera Watsons första fartyg, Sea Shepherd I. Fartygets första uppdrag, och organisationens första direkta åtgärd, var när man i mars 1979 försökte hindra säljakt i östra Kanada. Samma år väckte man även uppmärksamhet när man för första gången rammade ett valfångstfartyg.
Liknande aktioner kom att prägla organisationens arbete under kommande år. Sea Shepherd har försökt att ingripa mot ryska, spanska, norska, isländska, färöiska och japanska valfångare i flera kampanjer runt om i världen. 

## Kampanjer

### Delfinslakten i Taiji
Det årliga dödandet av delfiner i Taiji, Japan, var nästan okänt fram till 2003, då Sea Shepherd släppte bildmaterial som visade situationen. Filmerna visade fiskare som pressade in delfiner i små vikar där de sedan dödades och vikarna blev rödfärgade av blod. Bilderna skapade stor uppmärksamhet i tidningar runt om i världen. En kort tid efter detta arresterades två av organisationens aktivister för att ha skurit sönder ett fångstnät och på så sätt släppt femton delfiner lösa. De satt 23 dagar i fängelse innan de släpptes. Sedan september 2010 har Sea Shepherd personer på plats i Taiji för att dokumentera dödandet.

### Kampen mot den japanska valfångsten
Sea Shepherd lägger den största delen av sina resurser på att stoppa Japans valfångst i Antarktiska oceanen som sköts av Institute of Cetacean Research (ICR) på uppdrag av landets regering. Sedan 1986 är kommersiell valfångst förbjudet. Japan menar dock att de bedriver valjakt i forskningssyfte, något som är tillåtet enligt Internationella Valfångstkommissionens (IWC) lagar. Enligt Sea Shepherd och många andra utnyttjas detta undantag i reglerna av Japan för att dölja vad som i själva verket är kommersiell valfångst. 
Sedan 2005 åker Sea Shepherd varje år till Antarktiska Oceanen med sin flotta för att på plats hindra Japan från att döda valar. Valfångstsäsongen börjar i december och avslutas vanligtvis i senare delen av mars. Det dröjer ofta flera veckor innan Sea Shepherd lyckas lokalisera valfångstfartygen och när detta är gjort går taktiken ut på att följa efter japanernas fabriksfartyg Nisshin Maru. Genom att blockera Nisshin Maru gör man det mycket svårt för harpunfartygen att lämna över döda valar. Sea Shepherd försöker även kasta illaluktande smörsyra på fartygens däck i hopp om att göra valköttet osäljbart och försvåra arbetsförhållandena. Andra metoder som används är att kasta flaskor med färg och i vissa fall även att ramma fartygen. Man koncentrerar sig på att orsaka största möjliga ekonomiska förlust för japanerna för att på sikt tvinga dem att sluta med valfångsten.
Institute of Cetacean Research kritiserar starkt Sea Shepherd. De menar att organisationens taktiker är våldsamma och har vi upprepade tillfällen kallat Sea Shepherd "Miljöterrorister".

## Fartyg
2009 använde sig organisationen endast av ett fartyg, M/Y Steve Irwin, som köptes 2005 och tidigare kallades för Robert Hunter. Det döptes om till Steve Irwin efter den australiske naturfilmaren med samma namn. Terri Irwin, hans änka, gav sitt stöd till Sea Shepherd, och sa: "Valarna har alltid funnits i Steves hjärta, och under 2006 funderade han på möjligheten att ansluta sig till Sea Shepherd och följa deras resa för att beskydda dessa vackra djur".
2010 köptes en norskbyggd harpunbåt som döptes till "Bob Barker" efter en donation av just Bob Barker (känd amerikansk tv-profil) på 5 000 000 dollar.
Gruppen har tidigare haft flera andra skepp i sin så kallade "Neptunus flotta". The Ocean Warrior, senare omdöpt till RV Farley Mowat, köptes 1996 men beslagtogs av den kanadensiska regeringen i maj 2009.
Gruppen har även använt sig av mindre båtar under sina uppdrag, såsom gummibåtar sjösatta från större skepp för att anfalla mål. 1999 köpte Sea Shepherd en ubåt i hopp om att förvirra valfångare. Ubåten var dock aldrig fullt funktionsduglig och organisationen valde att sälja den för en okänd summa pengar. 2009 sa Pete Bethune att Earthrace kommer ansluta sig till Sea Shepherds 2009-10-kampanj mot den japanska valjakten i de antarktiska haven.

## Incidenter
Sea Shepherd påstår att ett japanskt valfångstfartyg den 6 januari 2010 rammade deras trimaran Ady Gil nära Commonwealth bay i Antarktis och klöv den itu. Valfångarna hävdar emellertid att trimaranen kom för nära när gruppen försökte sabotera fartygets propellrar, och att kollisionen var ett misstag. Trimaranen hade sex besättningsmedlemmar ombord, som samtliga undkom med livet i behåll. Då Sea Shepherd använder sig av ramning som metod är det svårt att ange huruvida ramningen var en följd av Sea Shepherds agerande eller den japanska valfångarens, då det enligt sedvanerätten på sjön är mindre, mer manöverdugliga fartyg som skall väja för större, särskilt som dessa går i yrkestrafik.[källa behövs]
Paul Watson, organisationens ledare, hävdar att han blivit skjuten under 2009, under en incident som filmades av Discovery Channel.[källa behövs] Detta skedde under en manöver från Sea Shepherd, då de kastade smörsyraflaskor samt en substans vars syfte var att göra fartygets däck halt, på den japanska flottan.[källa behövs] Det japanska fartyget besvarade med att kasta tillbaka sju stycken distraktionsgranater.[källa behövs] Under denna episod lämnade Watson bryggan och hävdar att han blivit skjuten.[källa behövs] Han hade på sig en skottsäker väst,[källa behövs] och plockade fram en kula ur den. Kulan var ej deformerad som kulor vanligtvis blir vid träff mot skyddsvästar. Kulan kom från en pistol.
Tidigare har Sea Shepherd även bordat japanska valfångstfartyg, varvid de bordande har omhändertagits av japansk personal. Sea Shepherd har då hävdat att besättningsmedlemmarna var bundna vid masten i timmar.[källa behövs] Japanerna hävdade att det inte var så.

## Galleri

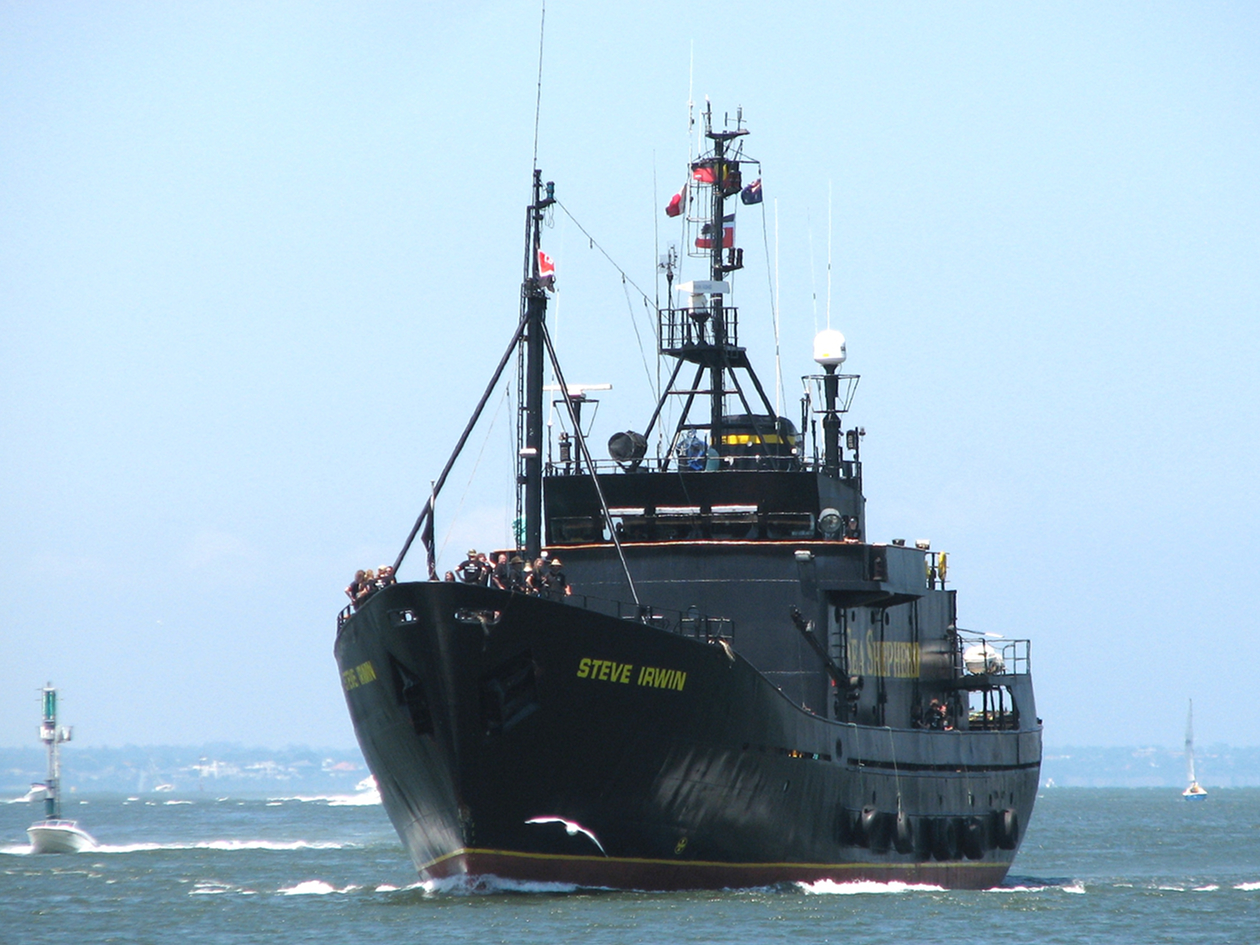
M/Y Steve Irwin på väg in mot Melbourne
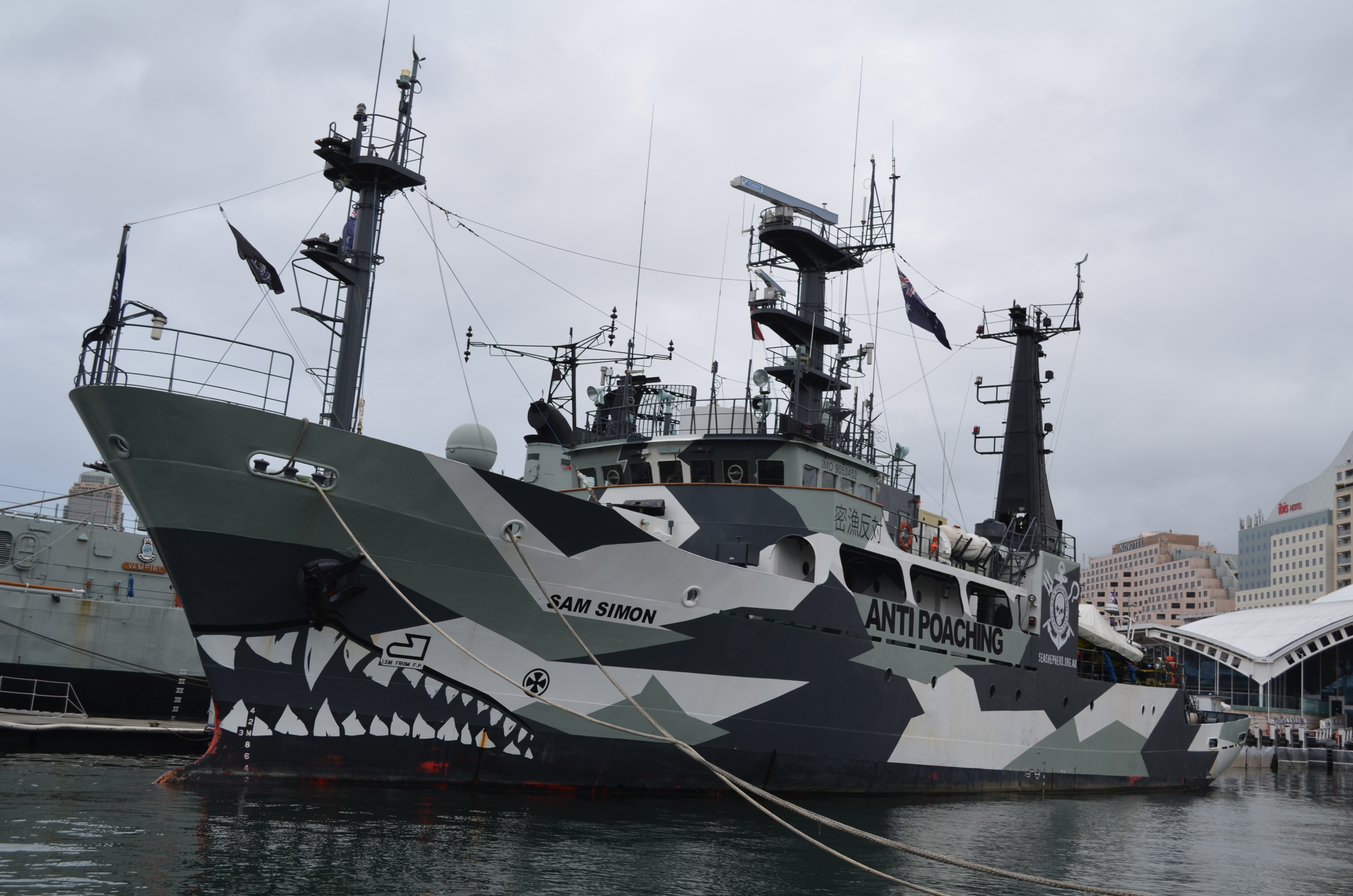
Sam Simon 2014.
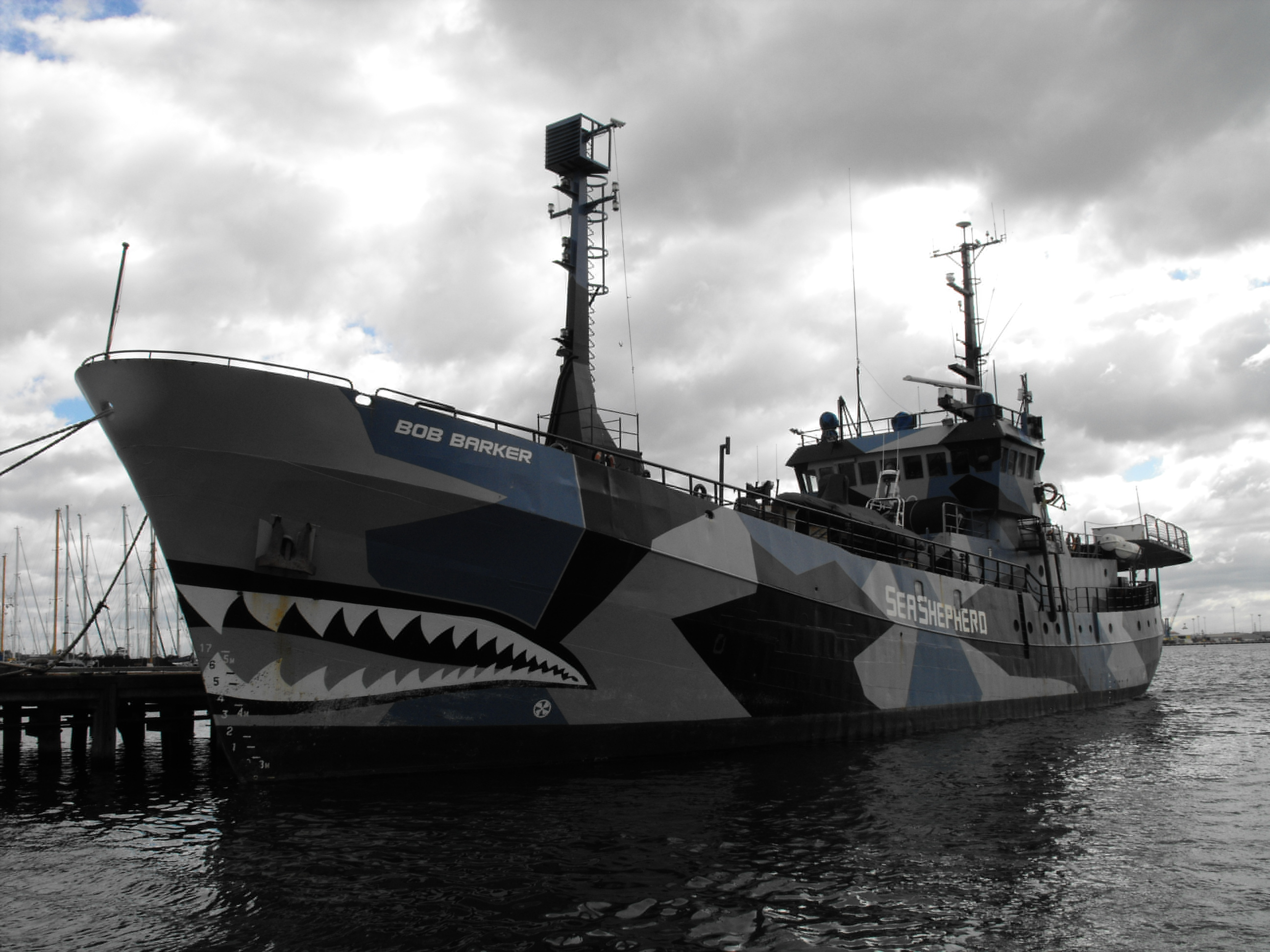
Bob Barker 2013.
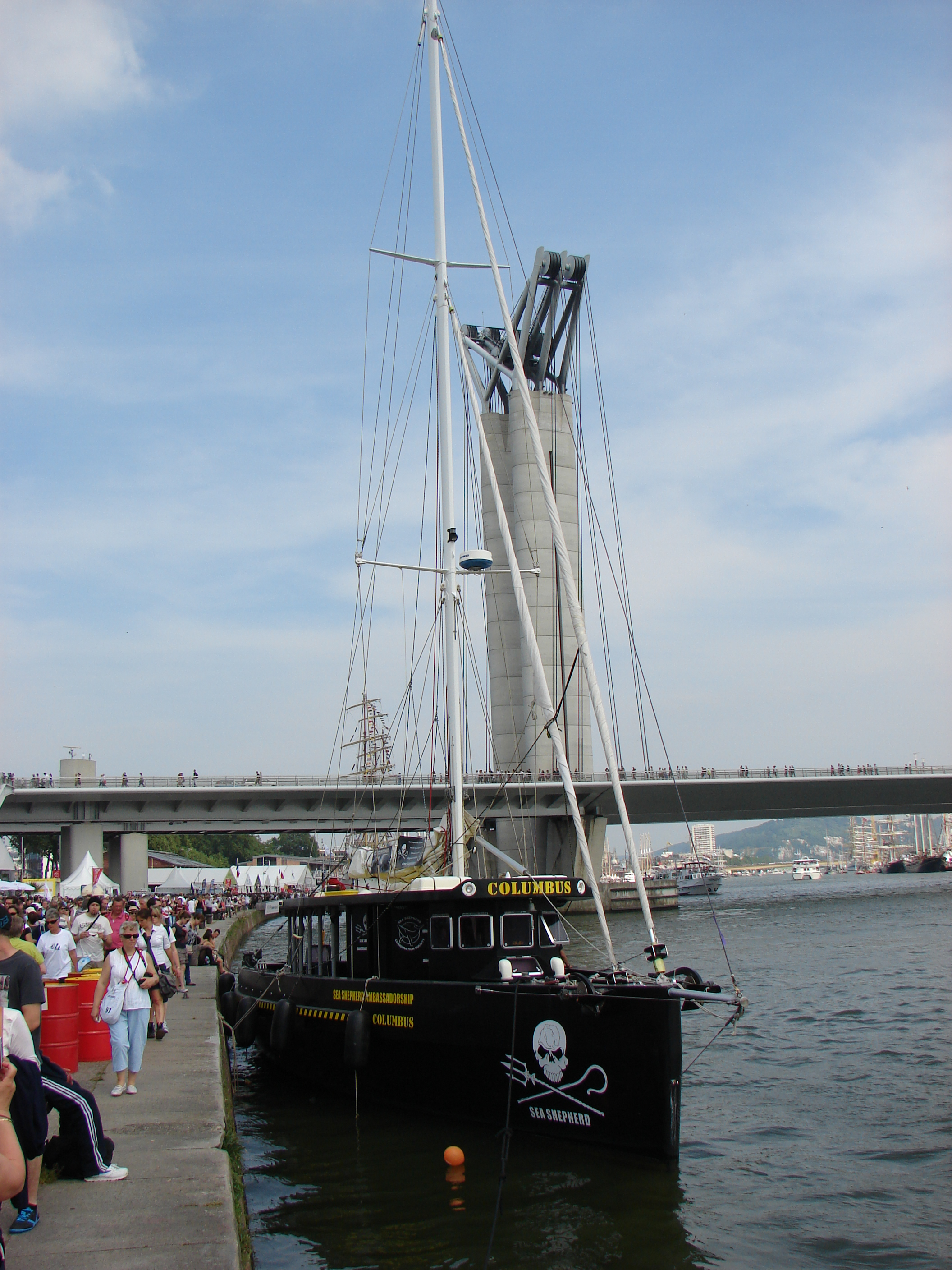
Columbus Sea Shepherd 2013.
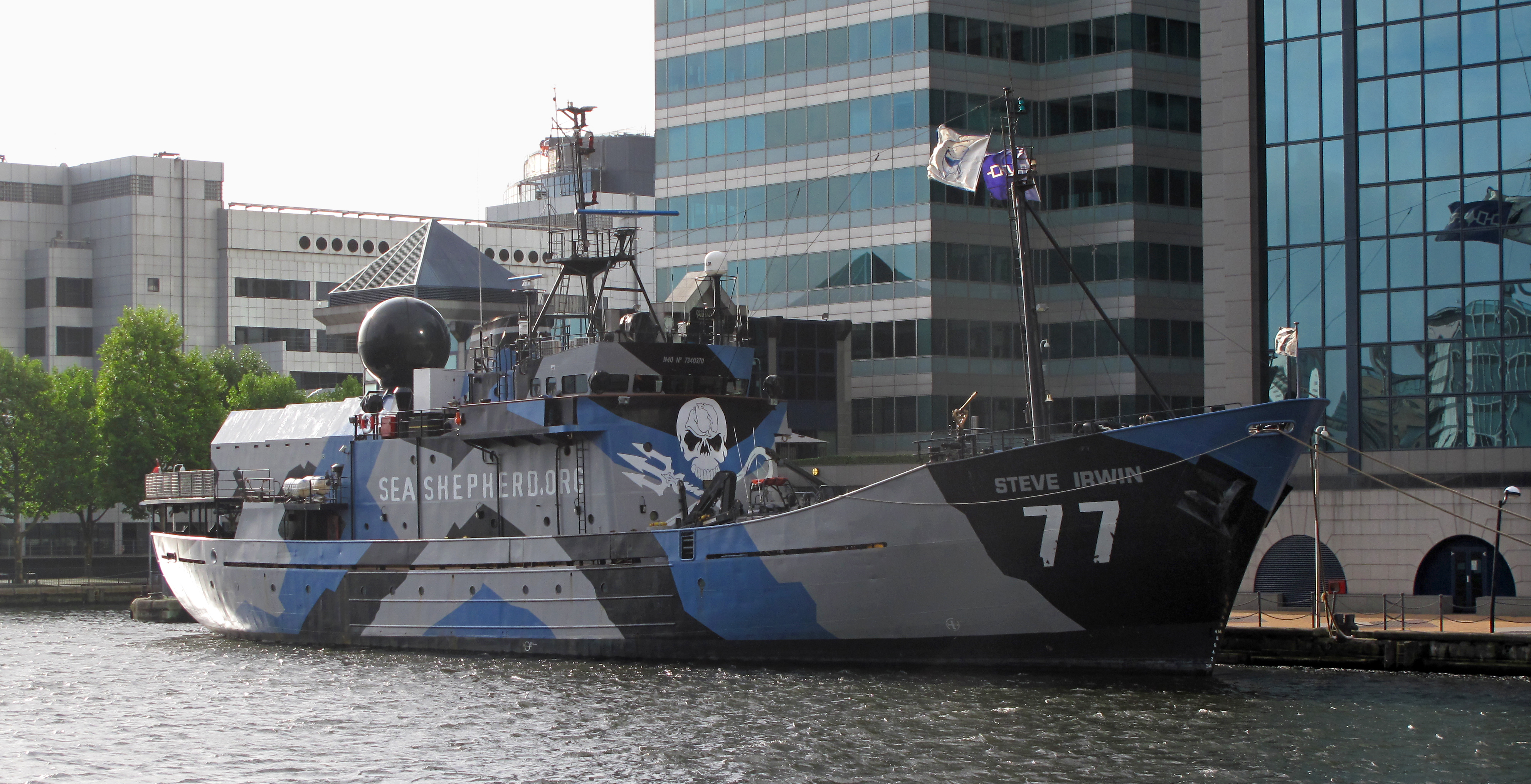
Steve Irwin 2011.
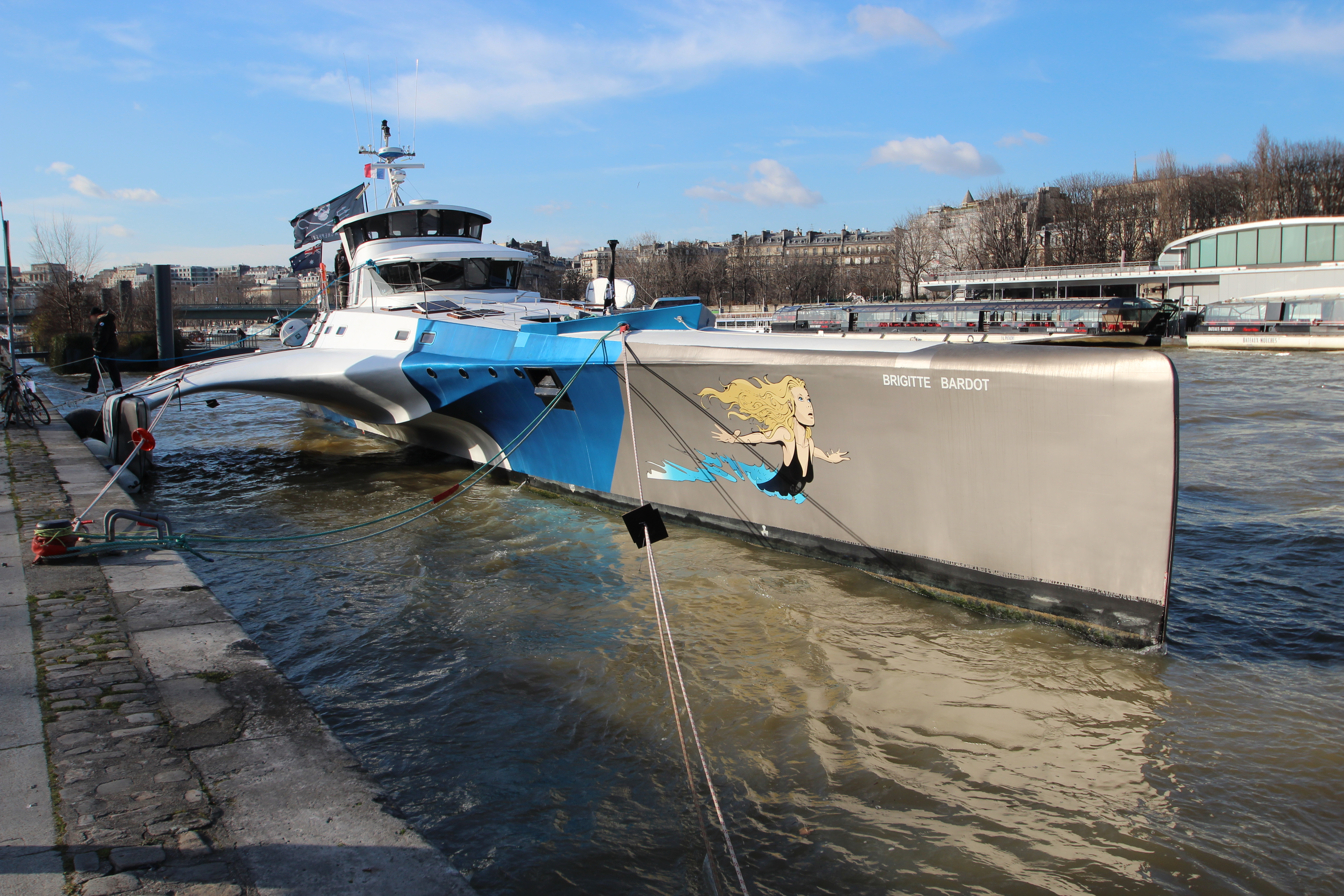
Brigitte Bardot 2015.
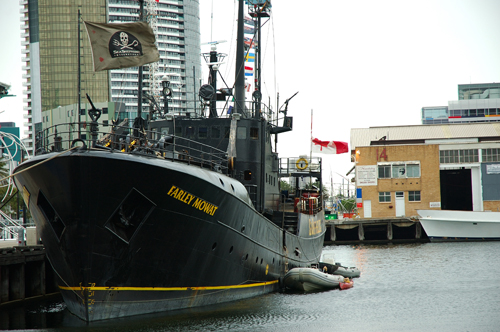
Farley Mowat 2005.
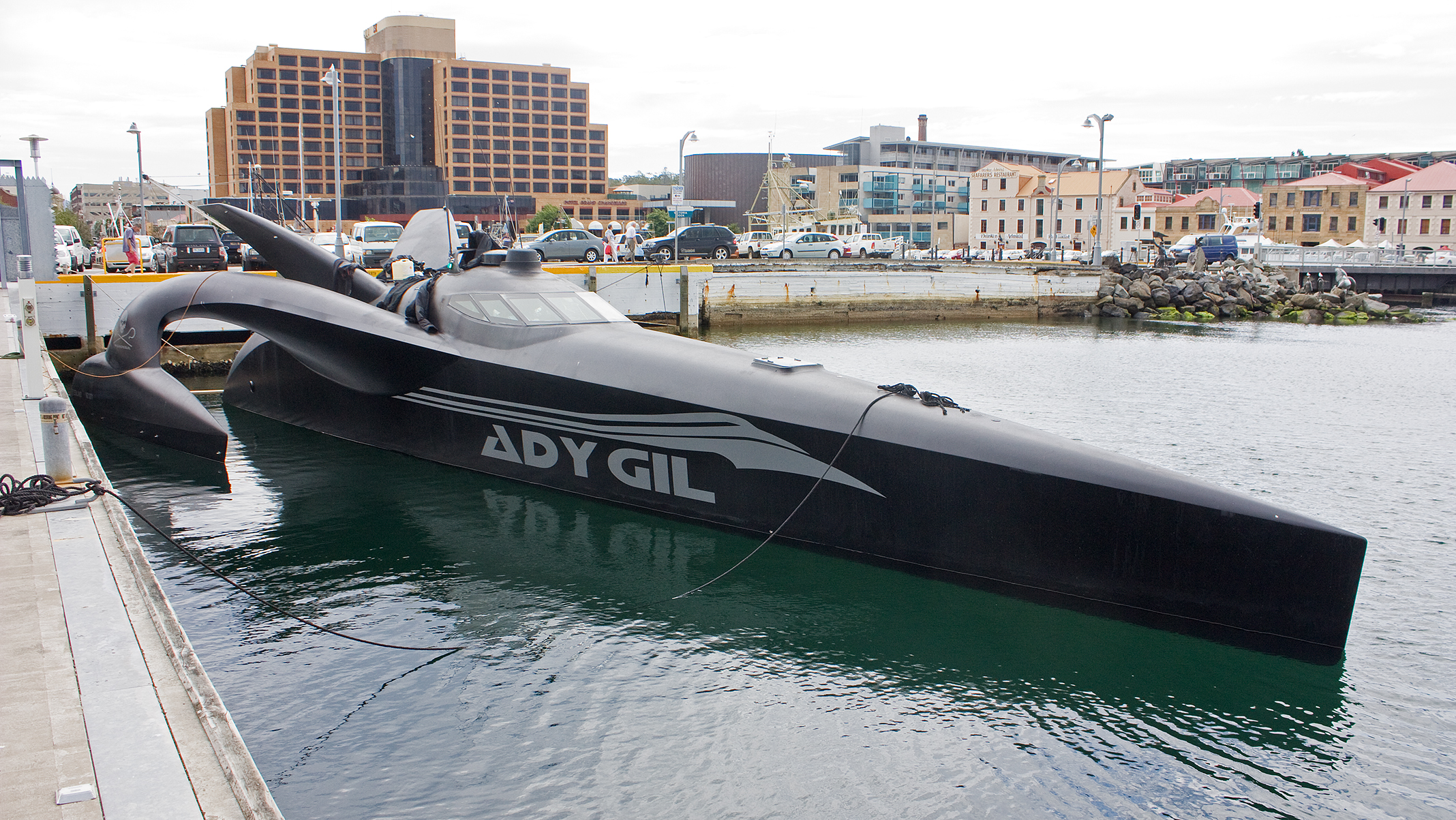
Ady Gil 2009.